# François-Joseph Navez
François-Joseph Navez (Charleroi, 1787 – Bruxelles, 1869) è stato un pittore belga.

## Biografia
Di chiara impostazione neoclassica,  fu allievo dapprima di Pierre-Joseph Célestin François a Bruxelles, poi a Parigi, dal 1813 al 1816, di Jacques-Louis David. Trascorse quindi quattro anni in Italia, fra il 1817 e il 1821.
Navez eccelse nell'arte del ritratto, per la quale acquisì una notevole fama, ma si produsse anche con successo in quadri storici e mitologici.
Fu Direttore dell'Accademia reale di Belle arti di Bruxelles dal 1835 al 1862 ed ebbe numerosi allievi. Fra questi si possono citare: Jean-François Portaels, Alfred Stevens, Alfred Cluysenaar, Fanny Corr e Auguste Danse.
Navez fu membro fondatore della Commissione reale per i Monumenti, creata nel 1835. 
Massone, fu membro del Grande Oriente del Belgio.
Morì a Bruxelles all'età di 82 anni.

Nelle città di Schaerbeek e di Charleroi gli è stata intitolata una strada.

## Opere principali
- 1816 : Sainte Véronique de Milan, Museo di Belle arti di Gand.
- 1816 : La Famille de Hemptinne, Musei reali di Belle arti del Belgio, a Bruxelles.
- 1821 : Scène de brigands, collezione privata.
- 1829 : La Nymphe Salmacis et Hermaphrodite, Museo di Belle arti di Gand.
- 1830 : Songe d'Athalie, Musei reali di Belle arti del Belgio, a Bruxelles.
- 1831 : Portrait d'un jeune homme songeur Museo del Louvre,  Parigi.
- 1834 : Le Sommeil de Jésus, Chiesa dell'Assunta a Houyet.
- 1836 : Portrait de David, Museo di Belle arti di Montréal.
- 1844 : Notre-Dame des Affligés, Chiesa di S. Antonio, a Charleroi.
- 1851 : Le Retour du Jubilé, di Mans.
- Trois Dames de Gand, Museo del Louvre, Parigi.

## Galleria d'immagini

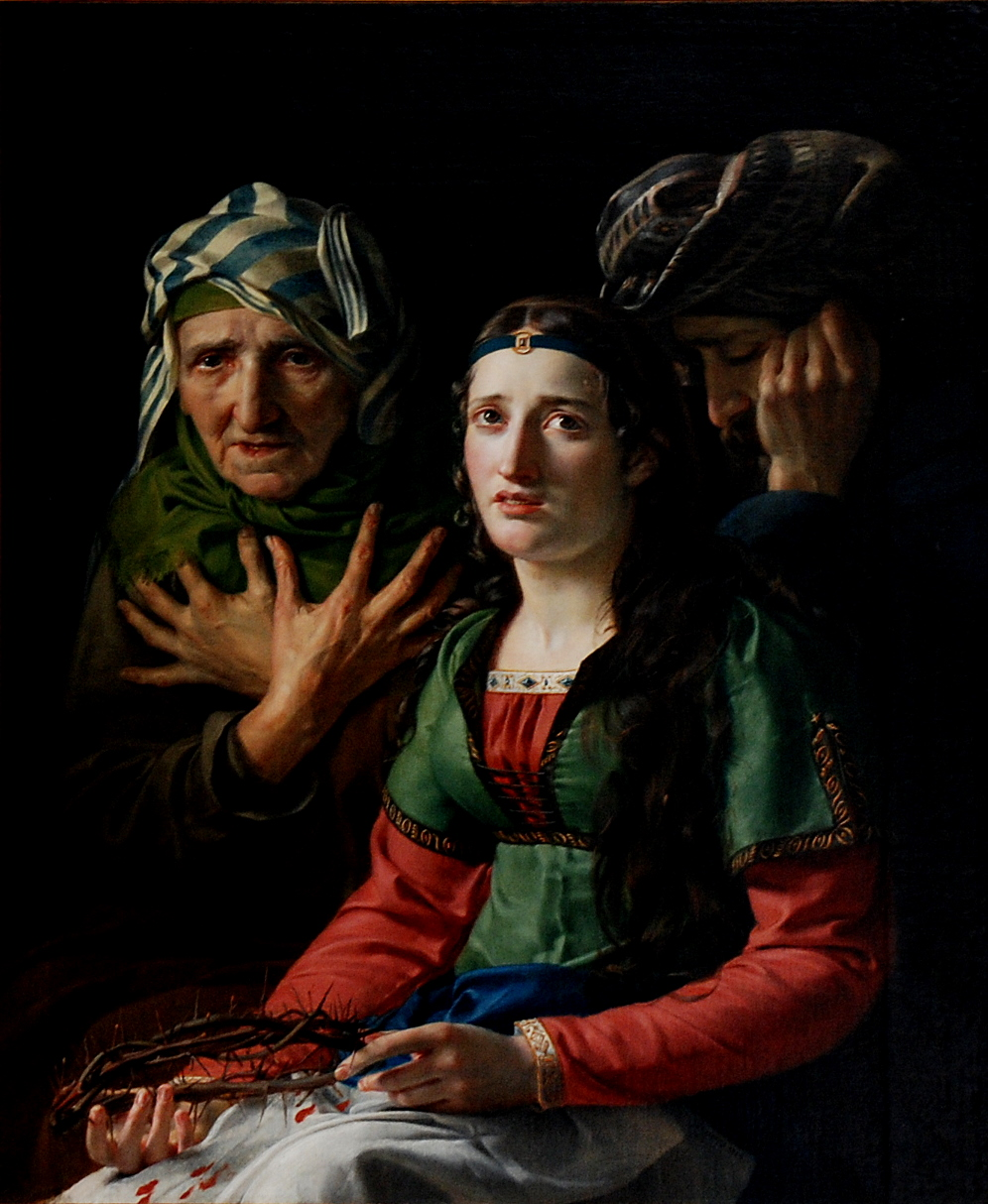
La Veronica
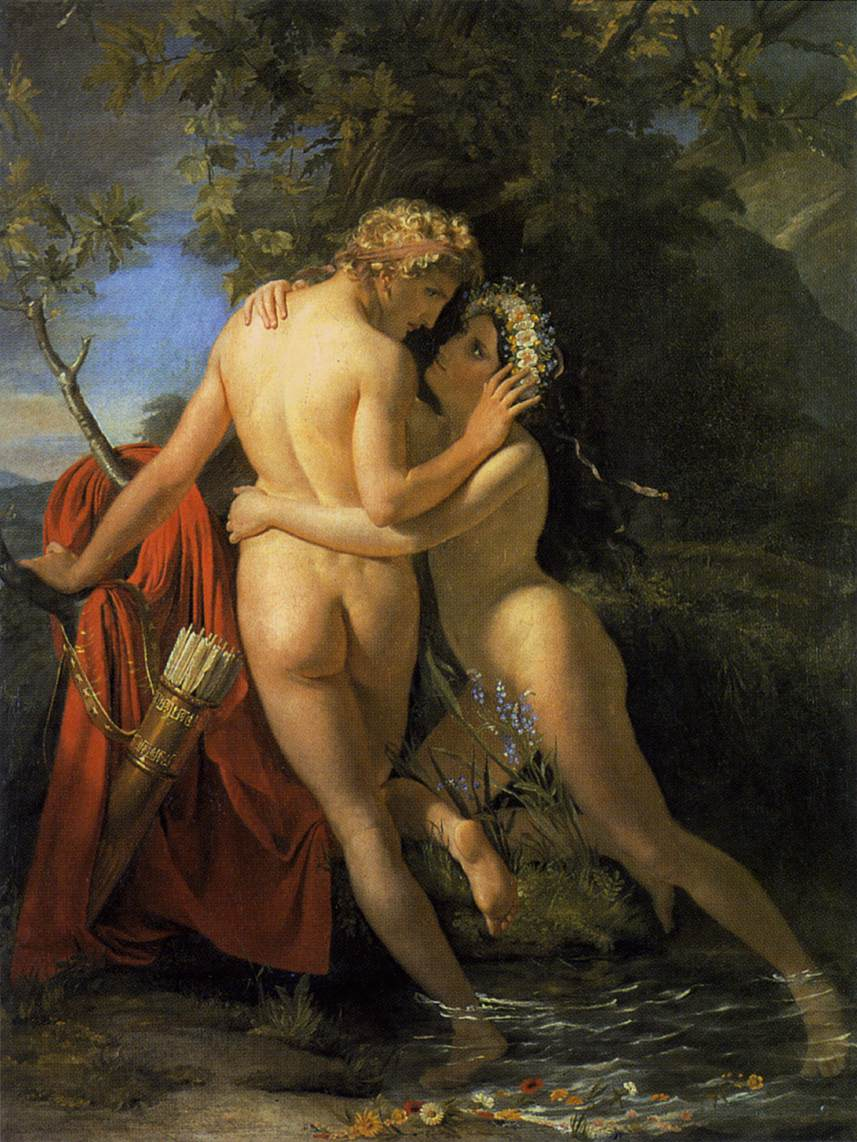
Salmace e Ermafrodito